# 片岡公生
片岡 公生（かたおか きみお、1962年12月16日 - ）は、日本の映画プロデューサー。

## 人物
広島県呉市出身。
三船プロダクションのアルバイトからキャリアを始める。
2007年から2011年まで東京芸術大学大学院 映像研究科 映画専攻 非常勤講師。

## 主な作品
- 3-4X10月（1990年、製作デスク）
- ペエスケ　ガタピシ物語（1990年、製作デスク）
- つぐみ（1990年、製作デスク）
- あの夏、いちばん静かな海。（1991年、製作管理）
- 四万十川（1991年、製作管理）
- いつか どこかで（1992年、製作デスク）
- いつかギラギラする日（1992年、製作管理）
- 教祖誕生（1993年、プロダクションマネジャー）
- やくざ道入門（1994年、プロデューサー補）
- とられてたまるか（1994年、プロダクションマネジャー）
- 東京兄妹（1995年、プロダクションマネジャー）
- KAMIKAZE TAXI（1995年、プロダクションマネジャー）
- みんな〜やってるか！（1995年、プロダクションマネジャー）
- Zの回路　復讐の裏ゴト師（1996年、プロデューサー）
- 必殺始末人（1997年、プロデューサー補）
- 不機嫌な果実（1997年、プロデューサー）
- 本日またまた休診なり（2000年、プロデューサー）
- バトル・ロワイアル（2000年、プロデューサー）
- バトル・ロワイアル 【特別篇】（2001年、プロデューサー）
- 白い犬とワルツを（2002年、プロデューサー）
- 突入せよ！あさま山荘事件（2002年、プロデューサー）
- バトル・ロワイアルII 【鎮魂歌】（2003年、プロデューサー）
- 偶然にも最悪な少年（2003年、プロデューサー）
- ベロニカは死ぬことにした（2005年、プロデューサー）
- THE焼肉MOVIE プルコギ（2006年、プロデューサー）
- ラーメンガール（2008年、プロデューサー）
- 誰かが私にキスをした（2010年、プロデューサー）
- バトル・ロワイアル3D（2010年、プロデューサー）
- ハードロマンチッカー（2011年、プロデューサー）
- ホコリと幻想（2015年、プロデューサー）
- 巫女っちゃけん。（2018年、プロデューサー）
- 食べる女（2018年、プロデュース）